# Touliver
Nguyễn Hoàng (sinh ngày 21 tháng 1 năm 1987), thường được biết đến với nghệ danh Touliver, là một nam nhạc sĩ, DJ kiêm nhà sản xuất thu âm người Việt Nam.
Được mệnh danh là "phù thủy âm nhạc", anh được công chúng biết đến là người sáng lập và thành viên của hãng thu âm SpaceSpeakers. Anh từng giành hai giải Cống hiến trong sự nghiệp.

## Cuộc đời và sự nghiệp

### 1987–2007: Những năm đầu đời và khởi đầu sự nghiệp
Touliver được sinh ra tại Hà Nội trong một gia đình công chức nhà nước không có truyền thống về âm nhạc, bố anh là công an còn mẹ là giáo viên văn học. Touliver được gia đình cho học nhạc từ hồi rất bé vì muốn con trai tiếp xúc nhiều hơn với âm nhạc.
Năm 2005, Touliver thi đỗ vào khoa AGO (Accordion - Guitar - Organ/ E. Keyboard) của Nhạc viện Hà Nội. Sau đó, anh bắt đầu con đường học nhạc chuyên nghiệp với hai chuyên ngành Piano và Jazz. Năm 2007, sau khi tốt nghiệp, Touliver bắt đầu theo đuổi con đường hoà âm phối khí với đam mê trở thành nhà sản xuất âm nhạc. Anh cũng đã lập tài khoản YouTube của mình vào năm đó.

### 2008–2015: Phát triển sự nghiệp, thành lập SpaceSpeakers
Thời gian đầu, Touliver hoạt động như một DJ và nhà sản xuất âm nhạc cho các nghệ sĩ underground nổi bật lúc bấy giờ như Justatee (Real love, Hoa Sữa và Bâng Khuâng), Nothing in your eyes  (Yanbi, Mr.T, Bảo Thy), Hương Ngọc Lan (Kimmese)... Bên cạnh đó, anh cũng hợp tác với một số ca sĩ như: Phương Vy Idol, 365Daband, Thảo Trang...
Năm 2011, anh thành lập SpaceSpeakers gồm những nghệ sĩ, nhà sản xuất hoạt động tự do như Justatee, Soobin Hoàng Sơn, Ứng Duy Kiên, Rhymastic, TripleD, Kimmese, Cường Seven, Tín Lê, Binz, SlimV.
Anh được xem là một trong những DJ tiên phong mang dòng nhạc Dubstep về Việt Nam trong những năm 2010 – 2012.
Cùng với SpaceSpeakers, Touliver thường xuyên tổ chức các bữa tiệc âm nhạc chuyên về Hip-hop và nhạc điện tử ở Hà Nội và Sài Gòn.

### 2015–nay: Thành công nối tiếp
Năm 2015, Touliver tham gia chương trình “ The Remix – Hòa âm ánh sáng “ cùng với Tóc Tiên và Long Halo. Trong đó, nhiều bản remix của anh đã tạo ra trào lưu mạnh mẽ trong giới trẻ bằng sự sáng tạo, hiện đại và cá tính âm nhạc rất riêng của Touliver: Ngày Mai (Vũ điệu cồng chiêng), Em Về Tinh Khôi, Người đàn bà hoá đá, Đường cong, Chờ người nơi ấy, Dạ Cổ Hoài Lang..., Ngoài ra anh còn sản xuất rất nhiều các ca khúc, album cho các ca sĩ như Soobin Hoàng Sơn, Lê Hiếu, Hồ Ngọc Hà, Trà My Idol, Tiên Tiên, Noo Phước Thịnh, Isaac,...
Năm 2016 – 2017, Touliver tiếp tục ra mắt các hit: Vài Lần Đón Đưa  (ft. Soobin), Ngày Mai Em Đi 2017  (ft. Lê Hiếu và Soobin), They said (ft. Binz), Loving you sunny (ft. Kimmese ft. Đen), Em Ơi Cứ Vui (ft. SlimV), Krazy (ft. Binz và Andree Right Hand)...
Năm 2018, Touliver sản xuất các hit: CATENA (ft. Tóc Tiên), Em không thể  (ft. Tiên Tiên). Touliver và Rhymastic tham gia sản xuất ca khúc Rising King cho WorldCup với Budweiser và đạt được nhiều thành công.
Năm 2019, Touliver tham gia sản xuất các ca khúc So close (ft. Binz, Phương Ly), Đâu chịu ngồi yên (ft. Phương Ly, Rhymastic),...
Năm 2020, Touliver kết hôn cùng ca sĩ Tóc Tiên sau nhiều năm bên nhau với mối quan hệ kín tiếng trước công chúng. Sau đó, Touliver cùng một vài anh em SpaceSpeakers thành lập SpaceSpeakers Group - công ty giải trí chuyên sản xuất, phát hành âm nhạc và đào tạo nghệ sĩ trẻ
Cũng trong năm này Touliver cho ra mắt liên tục nhiều bản phối như Bigcityboi, Kính vạn hoa (ft. Tiên Tiên), 021, ToGetHer (ft. Binz), EP The Playah (ft. SOOBIN). Năm 2020, Touliver đảm nhiệm vai trò Giám đốc âm nhạc cho gameshow Rap Việt - chương trình truyền hình đạt kỷ lục về số lượng người xem trực tuyến cao nhất. Cũng trong năm này, Touliver nhận được giải thưởng Nhà sản xuất của năm tại Lễ trao giải âm nhạc Cống Hiến, và giải Hoà âm phối khí cho ca khúc Bigcityboi.
Được khán giả lẫn giới chuyên môn công nhận là nhà sản xuất âm nhạc tài năng và có sức ảnh hưởng hàng đầu Việt Nam ở thời điểm hiện tại, năm 2020, Touliver đã xuất hiện trên bìa tạp chí nhạc điện tử danh tiếng thế giới Mixmag và tạp chí Billboard Mỹ để chia sẻ về sự nghiệp âm nhạc của mình.

## Phong cách âm nhạc
Touliver là nhà sản xuất âm nhạc được đào tạo trong môi trường âm nhạc chính quy từ sớm. Tuy học nhạc cụ cổ điển và Jazz nhưng anh lại có sự say mê và thích thử nghiệm với các dòng nhạc điện tử. Âm nhạc của Touliver mang tinh thần tự do, hiện đại và không bó buộc, vì vậy rất khó để định nghĩa chính xác các bản phối của anh thuần túy thiên về dòng nhạc nào.
Dù hợp tác với nhiều nghệ sĩ nhưng Touliver luôn giữ được bản sắc cá nhân trong ca khúc, đồng thời tôn lên được nét đẹp trong giọng hát của ca sĩ và phong cách âm nhạc của họ.

## Hình ảnh trước công chúng
Touliver trong mắt khán giả là nhà sản xuất khá lạnh lùng, luôn xuất hiện trong trang phục màu đen và có tác phong làm việc chuyên nghiệp. Anh được ví như người anh cả của SpaceSpeakers, luôn dìu dắt, chỉ bảo và hỗ trợ cho các anh em của mình trong sự nghiệp âm nhạc. Vì vậy, rất nhiều nghệ sĩ trẻ mới bắt đầu sự nghiệp đều có mong muốn được làm việc cùng với Touliver.
Cuộc hôn nhân của anh và nữ ca sĩ Tóc Tiên được nhiều khán giả ngưỡng mộ vì cả hai đều có hình ảnh đẹp trước công chúng, không có scandal và luôn giữ chừng mực trong việc chia sẻ câu chuyện cá nhân với người hâm mộ.

## Danh sách đĩa nhạc

### Album phòng thu
- Beat Taast, Vol. 1 (2023)
- Tune of Yesterday (2024)
- Beat Taast, Vol. 2 (2024)
- Lolotica (2025)

### EP
- Toulinology (2022)

### Đĩa đơn hợp tác
| Tên                        | Chi tiết                                                                             |
| -------------------------- | ------------------------------------------------------------------------------------ |
| SpaceShip                  | Phát hành: 26 tháng 11 năm 2011 Nghệ sĩ hợp tác: Lil' Knight                         |
| Real Love                  | Phát hành: 24 tháng 3 năm 2012 Nghệ sĩ hợp tác: Kimmese, Justatee                    |
| Angry Boy                  | Phát hành: 9 tháng 8 năm 2012 Nghệ sĩ hợp tác: Rhymastic                             |
| Lời Nói Dối Chân Thật      | Phát hành: tháng 8 năm 2012 Nghệ sĩ hợp tác: Justatee, Kimmese                       |
| Heartbreak                 | Phát hành: 10 tháng 11 năm 2012                                                      |
| Hương Ngọc Lan             | Phát hành: 6 tháng 12 năm 2012 Nghệ sĩ hợp tác: Kimmese                              |
| Badass                     | Phát hành: 23 tháng 7 năm 2013 Nghệ sĩ hợp tác: TripleD                              |
| Thôi Em Nhé                | Phát hành: 27 tháng 7 năm 2013                                                       |
| Hopeless                   | Phát hành: 13 tháng 9 năm 2013                                                       |
| Faded                      | Phát hành: 24 tháng 9 năm 2013                                                       |
| How To Heal A Broken Heart | Phát hành: 27 tháng 9 năm 2013                                                       |
| Last Time                  | Phát hành: 18 tháng 10 năm 2013                                                      |
| D.C.M.E                    | Phát hành: 1 tháng 5 năm 2014 Nghệ sĩ hợp tác: Andree Right Hand, Rhymastic          |
| Saudade EP                 | Phát hành: tháng 2 năm 2014 Các đĩa đơn: From Lord With Love, Hurt, Breakk           |
| Em & Đêm                   | Phát hành: 30 tháng 6 năm 2014 Nghệ sĩ hợp tác: Shu, Long Halo                       |
| Em Về Tinh Khôi 2015       | Phát hành: 9 tháng 2 năm 2015 Nghệ sĩ hợp tác: Tóc Tiên, Long Halo                   |
| D.C.M.A                    | Phát hành: 5 tháng 5 năm 2015 Nghệ sĩ hợp tác: Tóc Tiên, BigDaddy, Andree Right Hand |
| Vũ Điệu Cồng Chiêng        | Phát hành: 6 tháng 5 năm 2015 Nghệ sĩ hợp tác: Tóc Tiên                              |
| Mr.Right                   | Phát hành: 4 tháng 7 năm 2015 Nghệ sĩ hợp tác: Isaac                                 |
| SACOTA                     | Phát hành: 15 tháng 7 năm 2015 Nghệ sĩ hợp tác: BigDaddy                             |
| What Is Love?              | Phát hành: 14 tháng 8 năm 2015 Nghệ sĩ hợp tác: Hồ Ngọc Hà                           |
| Trời Cho                   | Phát hành: 30 tháng 10 năm 2015 Nghệ sĩ hợp tác: Suboi                               |
| Về Đội Của Anh             | Phát hành: 14 tháng 12 năm 2015 Nghệ sĩ hợp tác: BigDaddy                            |
| Really love you            | Phát hành: 17 tháng 12 năm 2015 Nghệ sĩ hơp tác: Noo Phước Thịnh                     |
| The Beat Of Celebration    | Phát hành: 23 tháng 12 năm 2015 Nghệ sĩ hợp tác: Tóc Tiên, BigDaddy, Justatee        |
| Vài Lần Đón Đưa (cover)    | Phát hành: 20 tháng 1 năm 2017 Nghệ sĩ hợp tác: SOOBIN                               |
| Loving You Sunny           | Phát hành: 30 tháng 5 năm 2017 Nghệ sĩ hợp tác: Kimmese, Đen                         |
| Vinh Quang Đang Chờ Ta     | Phát hành: 17 tháng 7 năm 2017 Nghệ sĩ hợp tác: Rhymastic, SOOBIN                    |
| Ngày Mai Em Đi             | Phát hành: 1 tháng 8 năm 2017 Nghệ sĩ hợp tác: Lê Hiếu, SOOBIN                       |
| Em Ơi Cứ Vui               | Phát hành: 20 tháng 9 năm 2017 Nghệ sĩ hợp tác: SlimV                                |
| September Flowers          | Phát hành: 3 tháng 10 năm 2017 Nghệ sĩ hợp tác: Trà Mi Idol, Rhymastic               |
| They Said                  | Phát hành: 2 tháng 12 năm 2017 Nghệ sĩ hợp tác: Binz                                 |
| Krazy                      | Phát hành: 31 tháng 1 năm 2018 Nghệ sĩ hợp tác: Binz, Andree Right Hand, Evy         |
| KMHT                       | Phát hành: 12 tháng 4 năm 2018 Nghệ sĩ: Rhymastic                                    |
| Em Ơi Cứ Vui               | Phát hành: 16 tháng 4 năm 2018 Nghệ sĩ hợp tác: 1DEE, F, Evy                         |
| Everyday                   | Phát hành: 5 tháng 8 năm 2018                                                        |
| Có Ai Thương Em Như Anh    | Phát hành: 18 tháng 7 năm 2018 Nghệ sĩ hợp tác: Tóc Tiên                             |
| Trạm Dừng Chân             | Phát hành: 30 tháng 9 năm 2018 Nghệ sĩ hợp tác: Kimmese, Mr.A                        |
| Em Không Thể               | Phát hành: 26 tháng 10 năm 2018 Nghệ sĩ hợp tác: Tiên Tiên                           |
| GENE                       | Phát hành: 12 tháng 5 năm 2019 Nghệ sĩ hợp tác: Binz                                 |
| That's Right               | Phát hành: 11 tháng 9 năm 2019 Nghệ sĩ hợp tác: Dustee                               |
| Đâu Chịu Ngồi Yên          | Phát hành: 20 tháng 11 năm 2019 Nghệ sĩ hợp tác: Phương Ly, Rhymastic                |
| Vì Một Việt Nam            | Phát hành: 19 tháng 2 năm 2020 Nghệ sĩ hợp tác: SOOBIN, Rhymastic                    |
| Ngày Tận Thế               | Phát hành: 21 tháng 2 năm 2020 Nghệ sĩ hợp tác: Tóc Tiên, Emcee L, TinLe             |
| In Da Morning              | Phát hành: 10 tháng 4 năm 2020                                                       |
| Bigcityboi                 | Phát hành: 5 tháng 7 năm 2020 Nghệ sĩ hợp tác: Binz                                  |
| Haus Of Dust               | Phát hành: 10 tháng 7 năm 2020 Nghệ sĩ hợp tác: Dustee                               |
| Nơi Em Là Bình Yên         | Phát hành: 30 tháng 7 năm 2020 Nghệ sĩ hợp tác: Tóc Tiên, Binz, Rhymastic            |
| 021                        | Phát hành: 4 tháng 10 năm 2020 Nghệ sĩ hợp tác: Binz                                 |
| Trò Chơi                   | Phát hành: 21 tháng 11 năm 2020 Nghệ sĩ hợp tác: SOOBIN                              |
| BlackJack                  | Phát hành: 30 tháng 11 năm 2020 Nghệ sĩ hợp tác: SOOBIN, Binz                        |
| Tháng Năm                  | Phát hành: 15 tháng 12 năm 2020 Nghệ sĩ hợp tác: SOOBIN                              |
| Kính vạn hoa               | Phát hành: 4 tháng 1 năm 2022 Nghệ sĩ hợp tác: Tiên Tiên                             |
| Don't Break My Heart       | Phát hành: 14 tháng 3 năm 2022 Nghệ sĩ hợp tác: Binz                                 |

## Giải thưởng và đề cử

###### Giải Âm nhạc Cống hiến
| Năm  | Giải                   | Đề cử                     | Kết quả   |
| ---- | ---------------------- | ------------------------- | --------- |
| 2016 | "Nghệ sĩ mới của năm"  | Bản thân                  | Đề cử     |
| 2019 | "Bài hát của năm"      | "Có ai thương em như anh" | Đoạt giải |
| 2021 | "Nhà sản xuất của năm" | Bản thân                  | Đoạt giải |
| 2023 | "Nhà sản xuất của năm" | Bản thân                  | Đề cử     |

###### Giải Zing Music Award
| Năm  | Giải                                    | Đề cử                                | Kết quả   |
| ---- | --------------------------------------- | ------------------------------------ | --------- |
| 2015 | Ca khúc dance/electronic được yêu thích | Ngày mai (ft. Tóc Tiên)              | Đoạt giải |
| 2017 | Ca khúc dance/electronic được yêu thích | Ngày mai em đi (ft. Lê Hiếu, SOOBIN) | Đoạt giải |

###### Giải WECHOICE
| Năm  | Giải                         | Đề cử               | Kết quả |
| ---- | ---------------------------- | ------------------- | ------- |
| 2015 | Sự kết hợp của năm           | Tóc Tiên - Touliver | Đề cử   |
| 2020 | Nghệ sĩ có hoạt động nổi bật | Bản thân            | Đề cử   |
| 2023 | Nghệ sĩ có hoạt động nổi bật | Bản thân            | Đề cử   |

###### Giải Làn Sóng Xanh
| Năm  | Giải                     | Đề cử                      | Kết quả   |
| ---- | ------------------------ | -------------------------- | --------- |
| 2015 | Hòa âm phối khí hiệu quả | Ngày mai                   | Đoạt giải |
| 2017 | Hòa âm phối khí hiệu quả | Ngày mai em đi             | Đoạt giải |
| 2018 | Hòa âm phối khí hiệu quả | Em không thể               | Đề cử     |
| 2020 | Hòa âm phối khí hiệu quả | Bigcityboi                 | Đoạt giải |
| 2024 | Hòa âm phối khí hiệu quả | Trống cơm (cùng Kriss Ngô) | Đoạt giải |